# Cosmophasis chopardi
Cosmophasis chopardi là một loài nhện trong họ Salticidae.
Loài này thuộc chi Cosmophasis. Cosmophasis chopardi được Lucien Berland & Millot miêu tả năm 1941.